# Aura (Käse)

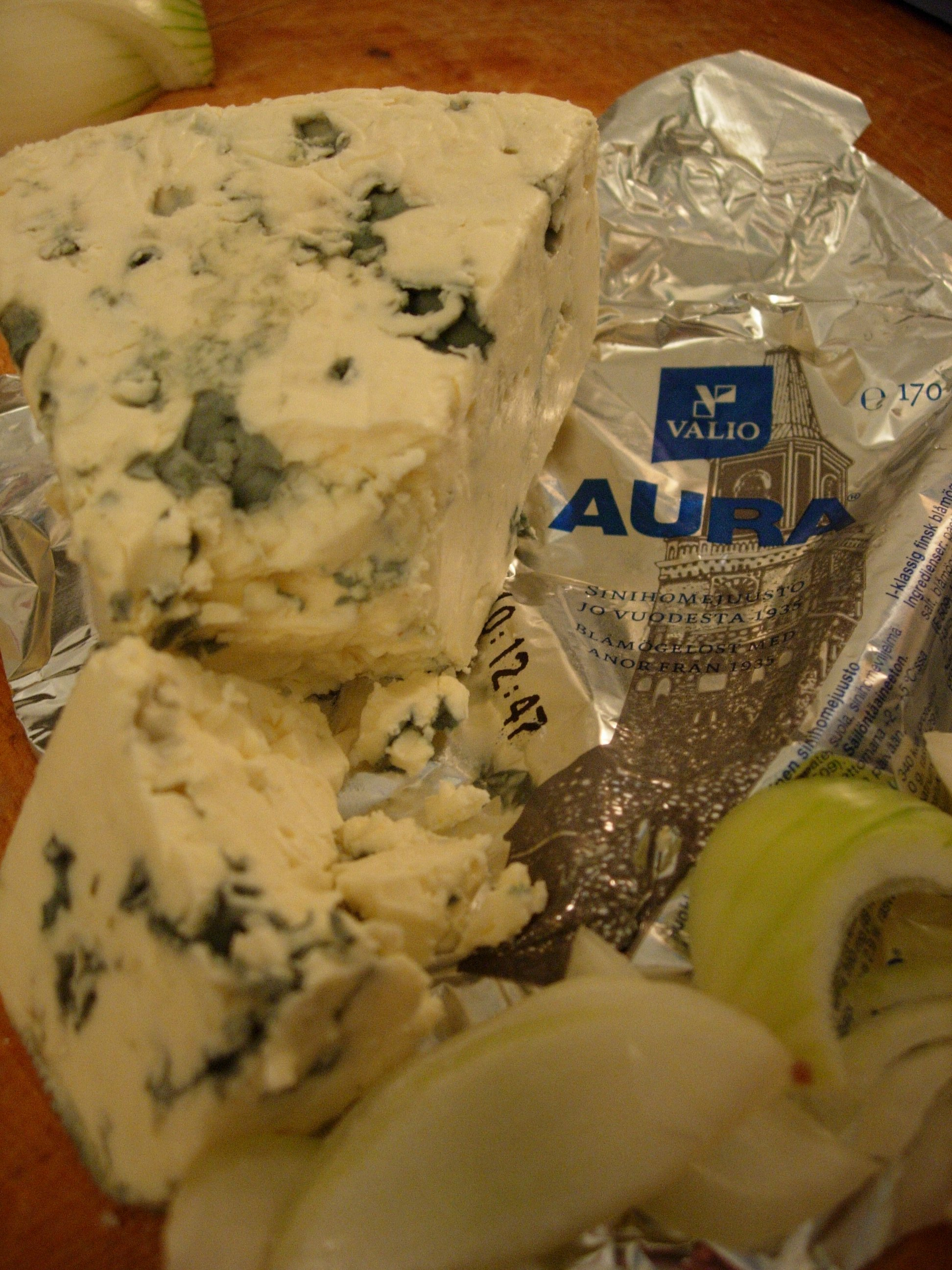
Aura

Aura ist ein finnischer Blauschimmelkäse, der von der finnischen Molkerei Valio in der Stadt Äänekoski aus Kuhmilch hergestellt wird. Aura-Käse hat seinen Namen nach dem Fluss Aurajoki erhalten, der durch Varsinais-Suomi, einen Teil von Südwest-Finnland, fließt und bei Turku ins Meer mündet. Aura-Käse wird seit 1935 hergestellt. Er wird sechs Wochen lang gereift. Der normale Aura-Käse hat einen Fettgehalt von 29 Prozent. 
Seit den 1980er-Jahren wird auch Aura-Gold-Käse angeboten, der dank zwölf Wochen Lagerung ein kräftigeres Aroma hat. Außerdem gibt es eine Leicht-Variante AURA 17 mit 17 Prozent Fett.
Der Käse wird als ganzer Laib zu 3,4 kg oder in Portionen (Aura und Aura 17 in blauer Metallfolie, Aura Gold in einer Kunststoffdose) verkauft.
Da Aura-Käse auch zum Kochen und Backen verwendet wird, ist er im Plastikbeutel auch gerieben erhältlich.